# Liste der italienischen Vorschläge für die Oscar-Nominierung in der Kategorie bester internationaler Film
Die Liste der italienischen Vorschläge für die Oscar-Nominierung in der Kategorie bester internationaler Film (bis 2019 bester fremdsprachiger Film) führt alle für Italien bei der Academy of Motion Picture Arts and Sciences (AMPAS) für die Kategorie des besten internationalen Film eingereichten Filme.
| Land    | Einreichungen | Shortlist | Nominierungen | Auszeichnungen       |
| ------- | ------------- | --------- | ------------- | -------------------- |
| Italien | 68            | 5         | 30            | 11 (+ 3 Ehrenoscars) |

Seit 1948 wird bei den Oscars alljährlich auch ein fremdsprachiger Film geehrt. Von 1948 bis 1956 geschah dies in Form eines Spezial- bzw. Ehrenoscars.

Eine eigene Kategorie mit fünf Nominierungen, wie in den übrigen regulären Kategorien, wurde im Jahr 1957 geschaffen. Der Preis wird an den Film und das vorschlagende Land vergeben und nicht an Einzelpersonen. Der Regisseur des Films nimmt den Preis üblicherweise stellvertretend für das gesamte Filmteam entgegen, ist aber kein offizieller Preisträger laut Richtlinien der Oscars. Auf der Statue selbst werden das Produktionsland, der Filmtitel und der Name des Regisseurs eingraviert.

Seit 2007 wird in einem zweistufigen Verfahren aus allen zugelassenen Einreichungen der vorschlagsberechtigten Länder eine Vorauswahl getroffen. Ein Komitee aus Mitgliedern der Academy nominiert mehrere Filme, die auf einer Short-List veröffentlicht werden. Aus diesen Vorschlägen werden die fünf Nominierungen ausgewählt. Bis 2019 erschienen 9 Film auf dieser Liste, 2020 dann einmalig 10. Aufgrund der Corona-Krise wurde diese Zahl 2021 auf 15 aufgestockt und beibehalten.
Die ANICA (Associazione Nazionale Industrie Cinematografico), der nationale Verband der italienischen Filmproduzenten, wählt den italienischen Vorschlag aus.
Bislang 67 Filme wurden bei der Academy für die Kategorie als italienischer Beitrag eingereicht. Italienische Filme konnten bislang 14-mal, dreimal als Ehrenoscar, die Auszeichnung in dieser Kategorie gewinnen. Insgesamt 30 Filmen gelang der Sprung auf die Nominierungsliste.
In der offiziellen AMPAS-Datenbank führt Italien bei den Auszeichnungen in dieser Kategorie die Länderliste an und wird bei Nominierungen hinter Frankreich auf Platz zwei geführt.
Letztmalig konnte Italien die Kategorie 2014 gewinnen mit La Grande Bellezza – Die große Schönheit von Paolo Sorrentino. Letztmalig nominiert wurde Italien 2022 mit The Hand of God desselben Regisseurs.

## Italienische Vorschläge
| Jahr der Verleihung | Film                                                          | Originaltitel                                                          | Sprache(n)                                                    | Regisseur(e)                             | Produktionsland                                                           | Ergebnis        |
| ------------------- | ------------------------------------------------------------- | ---------------------------------------------------------------------- | ------------------------------------------------------------- | ---------------------------------------- | ------------------------------------------------------------------------- | --------------- |
| 1948                | Schuhputzer                                                   | Sciuscià                                                               | Italienisch, Englisch                                         | Vittorio De Sica                         | Italien                                                                   | Ehrenoscar      |
| 1950                | Fahrraddiebe                                                  | Ladri di biciclette                                                    | Italienisch                                                   | Vittorio De Sica                         | Italien                                                                   | Ehrenoscar      |
| 1951                | Die Mauern von Malapaga                                       | Le mura di Malapaga                                                    | Italienisch, Französisch                                      | René Clément                             | Italien, Frankreich                                                       | Ehrenoscar      |
| 1957                | La Strada – Das Lied der Straße                               | La strada                                                              | Italienisch                                                   | Federico Fellini                         | Italien                                                                   | Gewonnen        |
| 1958                | Die Nächte der Cabiria                                        | Le notti di Cabiria                                                    | Italienisch                                                   | Federico Fellini                         | Italien, Frankreich                                                       | Gewonnen        |
| 1959                | Diebe haben’s schwer                                          | I soliti ignoti                                                        | Italienisch                                                   | Mario Monicelli                          | Italien                                                                   | Nominiert       |
| 1960                | Man nannte es den großen Krieg                                | La grande guerra                                                       | Italienisch, Deutsch                                          | Mario Monicelli                          | Italien, Frankreich                                                       | Nominiert       |
| 1961                | Kapo                                                          | Kapò                                                                   | Italienisch, Englisch, Deutsch                                | Gillo Pontecorvo                         | Italien, Frankreich, Jugoslawien                                          | Nominiert       |
| 1962                | Die Nacht                                                     | La notte                                                               | Italienisch                                                   | Michelangelo Antonioni                   | Italien, Frankreich                                                       | Nicht Nominiert |
| 1963                | Die vier Tage von Neapel                                      | Le quattro giornate di Napoli                                          | Italienisch                                                   | Nanni Loy                                | Italien                                                                   | Nominiert       |
| 1964                | 8½                                                            | 8½                                                                     | Italienisch                                                   | Federico Fellini                         | Italien, Frankreich                                                       | Gewonnen        |
| 1965                | Gestern, heute und morgen                                     | Ieri, oggi e domani                                                    | Italienisch                                                   | Vittorio de Sica                         | Italien, Frankreich                                                       | Gewonnen        |
| 1966                | Hochzeit auf italienisch                                      | Matrimonio all'Italiana                                                | Italienisch, Neapolitanisch                                   | Vittorio de Sica                         | Italien, Frankreich                                                       | Nominiert       |
| 1967                | Schlacht um Algier                                            | La battaglia di Algeri                                                 | Arabisch, Französisch, Englisch                               | Gillo Pontecorvo                         | Italien, Algerien                                                         | Nominiert       |
| 1968                | China ist nahe                                                | La Cina è vicina                                                       | Italienisch                                                   | Marco Bellocchio                         | Italien                                                                   | Nicht Nominiert |
| 1969                | Mit Pistolen fängt man keine Männer                           | La ragazza con la pistola                                              | Italienisch                                                   | Mario Monicelli                          | Italien                                                                   | Nominiert       |
| 1970                | Fellinis Satyricon                                            | Fellini Satyricon                                                      | Italienisch, Latein                                           | Federico Fellini                         | Italien, Frankreich                                                       | Nicht Nominiert |
| 1971                | Ermittlungen gegen einen über jeden Verdacht erhabenen Bürger | Indagine su un cittadino al di sopra di ogni sospetto                  | Italienisch                                                   | Elio Petri                               | Italien                                                                   | Gewonnen        |
| 1972                | Der Garten der Finzi Contini                                  | Il giardino dei Finzi-Contini                                          | Italienisch                                                   | Vittorio de Sica                         | Italien, BR Deutschland                                                   | Gewonnen        |
| 1973                | Fellinis Roma                                                 | Roma                                                                   | Italienisch, Deutsch, Englisch, Französisch, Latein, Spanisch | Federico Fellini                         | Italien, Frankreich                                                       | Nicht Nominiert |
| 1975                | Amarcord                                                      | Amarcord                                                               | Italienisch                                                   | Federico Fellini                         | Italien, Frankreich                                                       | Gewonnen        |
| 1976                | Der Duft der Frauen                                           | Profumo di Dona                                                        | Italienisch                                                   | Dino Risi                                | Italien                                                                   | Nominiert       |
| 1977                | Sieben Schönheiten                                            | Pasqualino Settebellezze                                               | Italienisch                                                   | Lina Wertmüller                          | Italien                                                                   | Nominiert       |
| 1978                | Ein besonderer Tag                                            | Una giornata particolare                                               | Italienisch                                                   | Ettore Scola                             | Italien, Kanada                                                           | Nominiert       |
| 1979                | Viva Italia                                                   | I nuovi mostri                                                         | Italienisch                                                   | Mario Monicelli, Dino Risi, Ettore Scola | Italien                                                                   | Nominiert       |
| 1980                | Vergiß Venedig                                                | Dimenticare Venezia                                                    | Italienisch                                                   | Franco Brusati                           | Italien, Frankreich                                                       | Nominiert       |
| 1981                | Der Sprung ins Leere                                          | Salto nel vuoto                                                        | Italienisch                                                   | Marco Bellocchio                         | Italien                                                                   | Nicht Nominiert |
| 1982                | Drei Brüder                                                   | Tre fratelli                                                           | Italienisch                                                   | Francesco Rosi                           | Italien, Frankreich                                                       | Nominiert       |
| 1983                | Die Nacht von San Lorenzo                                     | La notte di San Lorenzo                                                | Italienisch                                                   | Paolo und Vittorio Taviani               | Italien                                                                   | Nicht Nominiert |
| 1984                | Fellinis Schiff der Träume                                    | E la nave va                                                           | Italienisch                                                   | Federico Fellini                         | Italien, Frankreich                                                       | Nicht Nominiert |
| 1985                | Picone schickt mich                                           | Mi manda Picone                                                        | Italienisch                                                   | Nanni Loy                                | Italien                                                                   | Nicht Nominiert |
| 1986                | Macaroni                                                      | Maccheroni                                                             | Italienisch                                                   | Ettore Scola                             | Italien                                                                   | Nicht Nominiert |
| 1987                | Reich und gnadenlos                                           | Notte d'estate con profilo greco, occhi a mandorla e odore di basilico | Italienisch                                                   | Lina Wertmüller                          | Italien                                                                   | Nicht Nominiert |
| 1988                | Die Familie                                                   | La famiglia                                                            | Italienisch                                                   | Ettore Scola                             | Italien, Frankreich                                                       | Nominiert       |
| 1989                | Die Legende vom heiligen Trinker                              | La leggenda del santo bevitore                                         | Italienisch, Französisch, Englisch                            | Ermanno Olmi                             | Italien, Frankreich                                                       | Nicht Nominiert |
| 1990                | Cinema Paradiso                                               | Nuovo Cinema Paradiso                                                  | Italienisch, Sizilianisch                                     | Giuseppe Tornatore                       | Italien, Frankreich                                                       | Gewonnen        |
| 1991                | Offene Türen                                                  | Porte aperte                                                           | Italienisch                                                   | Gianni Amelio                            | Italien                                                                   | Nominiert       |
| 1992                | Mediterraneo                                                  | Mediterraneo                                                           | Italienisch, Englisch, Griechisch, Türkisch                   | Gabriele Salvatores                      | Italien                                                                   | Gewonnen        |
| 1993                | Gestohlene Kinder                                             | Il ladro di bambini                                                    | Italienisch                                                   | Gianni Amelio                            | Italien, Frankreich, Schweiz                                              | Nicht Nominiert |
| 1994                | Der große Kürbis                                              | Il grande cocomero                                                     | Italienisch                                                   | Francesca Archibugi                      | Italien                                                                   | Nicht Nominiert |
| 1995                | Lamerica                                                      | Lamerica                                                               | Italienisch, Albanisch, Englisch                              | Gianni Amelio                            | Italien, Frankreich, Schweiz, Australien                                  | Nicht Nominiert |
| 1996                | Der Mann, der die Sterne macht                                | L’uomo delle stelle                                                    | Italienisch                                                   | Giuseppe Tornatore                       | Italien                                                                   | Nominiert       |
| 1997                | Meine Generation                                              | La mia generazione                                                     | Italienisch                                                   | Wilma Labate                             | Italien                                                                   | Nicht Nominiert |
| 1998                | Der Trauzeuge meines Mannes                                   | Il testimone dello sposo                                               | Italienisch                                                   | Pupi Avati                               | Italien                                                                   | Nicht Nominiert |
| 1999                | Das Leben ist schön                                           | La vita è bella                                                        | Italienisch, Deutsch, Englisch                                | Roberto Benigni                          | Italien                                                                   | Gewonnen        |
| 2000                | Nicht von dieser Welt                                         | Fuori Dal Mondo                                                        | Italienisch                                                   | Giuseppe Piccioni                        | Italien                                                                   | Nicht Nominiert |
| 2001                | 100 Schritte                                                  | I cento passi                                                          | Italienisch, Sizilianisch                                     | Marco Tullio Giordana                    | Italien                                                                   | Nicht Nominiert |
| 2002                | Das Zimmer meines Sohnes                                      | La stanza del figlio                                                   | Italienisch                                                   | Nanni Moretti                            | Italien, Frankreich                                                       | Nicht Nominiert |
| 2003                | Roberto Benignis Pinocchio                                    | Pinocchio                                                              | Italienisch                                                   | Roberto Benigni                          | Italien                                                                   | Nicht Nominiert |
| 2004                | Ich habe keine Angst                                          | Io non ho paura                                                        | Italienisch                                                   | Gabriele Salvatores                      | Italien, Vereinigtes Königreich, Spanien                                  | Nicht Nominiert |
| 2005                | Die Hausschlüssel                                             | Le chiavi di casa                                                      | Italienisch, Deutsch, Französisch, Englisch                   | Gianni Amelio                            | Italien, Deutschland, Frankreich                                          | Nicht Nominiert |
| 2006                | Die Bestie im Herzen                                          | La bestia nel cuore                                                    | Italienisch, Englisch                                         | Cristina Comencini                       | Italien                                                                   | Nominiert       |
| 2007                | Golden Door                                                   | Nuovomondo                                                             | Italienisch, Englisch                                         | Emanuele Crialese                        | Italien, Frankreich                                                       | Nicht Nominiert |
| 2008                | Die Unbekannte                                                | La sconosciuta                                                         | Italienisch                                                   | Giuseppe Tornatore                       | Italien, Frankreich                                                       | Shortlist       |
| 2009                | Gomorrha – Reise in das Reich der Camorra                     | Gomorrha                                                               | Neapolitanisch, Italienisch                                   | Matteo Garrone                           | Italien                                                                   | Nicht Nominiert |
| 2010                | Baarìa                                                        | Baarìa                                                                 | Sizilianisch, Italienisch                                     | Giuseppe Tornatore                       | Italien, Tunesien                                                         | Nicht Nominiert |
| 2011                | La prima cosa bella                                           | La prima cosa bella                                                    | Italienisch                                                   | Paolo Virzì                              | Italien                                                                   | Nicht Nominiert |
| 2012                | Terraferma                                                    | Terraferma                                                             | Italienisch                                                   | Emanuele Crialese                        | Italien, Frankreich                                                       | Nicht Nominiert |
| 2013                | Cäsar muss sterben                                            | Cesare deve morire                                                     | Italienisch                                                   | Paolo und Vittorio Taviani               | Italien                                                                   | Nicht Nominiert |
| 2014                | La Grande Bellezza – Die große Schönheit                      | La grande bellezza                                                     | Italienisch                                                   | Paolo Sorrentino                         | Italien, Frankreich                                                       | Gewonnen        |
| 2015                | Die süße Gier                                                 | Il capitale umano                                                      | Italienisch, Englisch                                         | Paolo Virzì                              | Italien, Frankreich                                                       | Nicht Nominiert |
| 2016                | Tu nichts Böses                                               | Non essere cattivo                                                     | Italienisch                                                   | Claudio Caligari                         | Italien                                                                   | Nicht Nominiert |
| 2017                | Seefeuer                                                      | Fuocoammare                                                            | Italienisch, Englisch                                         | Gianfranco Rosi                          | Italien, Frankreich                                                       | Nicht Nominiert |
| 2018                | Pio                                                           | A Ciambra                                                              | Italienisch, Englisch                                         | Jonas Carpignano                         | Italien, Brasilien, Deutschland, Frankreich, Schweden, Vereinigte Staaten | Nicht Nominiert |
| 2019                | Dogman                                                        | Dogman                                                                 | Italienisch                                                   | Matteo Garrone                           | Italien                                                                   | Nicht Nominiert |
| 2020                | Il Traditore – Als Kronzeuge gegen die Cosa Nostra            | Il traditore                                                           | Italienisch, Sizilianisch, Portugiesisch                      | Marco Bellocchio                         | Italien, Frankreich, Brasilien, Deutschland                               | Nicht Nominiert |
| 2021                | Notturno                                                      | Notturno                                                               | Arabisch, Kurdisch                                            | Gianfranco Rosi                          | Italien, Frankreich, Deutschland                                          | Nicht Nominiert |
| 2022                | The Hand of God                                               | È stata la mano di Dio                                                 | Italienisch                                                   | Paolo Sorrentino                         | Italien                                                                   | Nominiert       |
| 2023                | Nostalgia                                                     | Nostalgia                                                              | Italienisch                                                   | Mario Martone                            | Italien, Frankreich                                                       | Nicht Nominiert |
| 2024                | Ich Capitano                                                  | Io capitano                                                            | Wolof, Französisch                                            | Matteo Garrone                           | Italien, Belgien, Frankreich                                              | Nominiert       |
| 2025                | Vermiglio                                                     | Vermiglio                                                              | Ladinisch, Italienisch                                        | Maura Delpero                            | Italien, Belgien, Frankreich                                              | Shortlist       |

## Die erfolgreichsten Regisseure
| Regisseur           | Einreichungen | Short-List | Nominierungen | Auszeichnungen      |
| ------------------- | ------------- | ---------- | ------------- | ------------------- |
| Gianni Amelio       | 4             | /          | 1             | 0                   |
| Marco Bellocchio    | 3             | 0          | 0             | 0                   |
| Roberto Benigni     | 2             | /          | 1             | 1                   |
| Franco Brusati      | 1             | /          | 1             | 0                   |
| Cristina Comencini  | 1             | /          | 1             | 0                   |
| Emanuele Crialese   | 2             | 0          | 0             | 0                   |
| Vittorio De Sica    | 3             | /          | 3             | 2 (+ 2 Ehrenoscars) |
| Federico Fellini    | 7             | /          | 4             | 4                   |
| Matteo Garrone      | 3             | 1          | 1             | 0                   |
| Nanni Loy           | 2             | /          | 1             | 0                   |
| Mario Monicelli     | 4             | /          | 4             | 0                   |
| Elio Petri          | 1             | /          | 1             | 1                   |
| Gillo Pontecorvo    | 2             | /          | 2             | 0                   |
| Dino Risi           | 2             | /          | 2             | 0                   |
| Francesco Rosi      | 1             | /          | 1             | 0                   |
| Gianfranco Rosi     | 2             | 0          | 0             | 0                   |
| Gabriele Salvatores | 2             | /          | 1             | 1                   |
| Ettore Scola        | 4             | /          | 3             | 0                   |
| Paolo Sorrentino    | 2             | 2          | 2             | 1                   |
| Paolo Taviani       | 2             | 0          | 0             | 0                   |
| Vittorio Taviani    | 2             | 0          | 0             | 0                   |
| Giuseppe Tornatore  | 4             | 1          | 2             | 1                   |
| Paolo Virzì         | 2             | 0          | 0             | 0                   |
| Lina Wertmüller     | 2             | /          | 1             | 0                   |

## Trivia
- Bis auf die Filme Ich Capitano (in Wolof und Französisch) und Schlacht um Algier (in Arabisch, Französisch, Englisch) sind alle Beiträge in italienischer Sprache.
- Bis auf das Jahr 1974 hat das Land immer einen Beitrag eingereicht, seit Schaffung der regulären Kategorie 1957.
- Die Mauern von Malapaga ist eine französisch-italienische Koproduktion, welcher als einziger Film für zwei Länder als Auszeichnung der Academy gilt.
- Insgesamt wurden von allen 70 Beiträgen 32 von Frankreich koproduziert.

## Ehrenoscars
Der Ehrenoscar (engl.: Honorary Award, bis 1951 Special Award) ist ein vom Board of Governors der Academy of Motion Picture Arts and Sciences vergebener Sonderpreis.

Der Preis kann an Einzelpersonen, Organisationen oder Unternehmen vergeben werden, in der Anfangszeit wurde er auch an einzelne Filme verliehen. Er kann in Form eines Oscars verliehen werden, aber auch in einer beliebigen anderen Form, die vom Board of Governors der Academy festgelegt wird – dies kann eine Ehrenmitgliedschaft, eine Medaille, ein Zertifikat oder Ähnliches sein. Seit 1961 ist der Ehrenoscar immer eine Oscar-Statuette. Seit 1990 wird der Preis nur noch an Personen verliehen.

An sechs italienische Filmschaffende wurde ein Honorary Award/Ehrenoscar für ihre Verdienste um die Filmwirtschaft verliehen.

1948: Der Film Schuhputzer erhält einen Ehrenoscar/Special Award mit der Begründung "the high quality of this motion picture, brought to eloquent life in a country scarred by war, is proof to the world that the creative spirit can triumph over adversity." - Die hohe Qualität dieses Films, der in einem vom Krieg gezeichneten Land zum Leben erweckt wird, ist ein Beweis für die Welt, dass der kreative Geist über Widrigkeiten triumphieren kann.
1950: Der Film Fahrraddiebe erhält einen Ehrenoscar/Special Award mit der Begründung "voted by the Academy Board of Governors as the most outstanding foreign language film released in the United States during 1949" - Von Board of Governors der Akademie als herausragender fremdsprachiger Film gewählt, der 1949 in den Vereinigten Staaten veröffentlicht wurde.
1951: Der Ehrenoscar/Honorary Award für Die Mauern von Malapaga (Le mura di Malapaga) der als herausragender fremdsprachiger Film gewählt wurde der 1950 in den Vereinigten Staaten veröffentlicht worden ist, des französischen Regisseurs René Clément wird sowohl Italien als auch Frankreich in der Statistik zugerechnet.
1991: Überreicht von Gregory Peck erhält Sophia Loren einen Ehrenoscar/Honorary Award des Board of Governors der Academy of Motion Picture Arts and Sciences für ihr Lebenswerk mit der Begründung "one of the genuine treasures of world cinema who, in a career rich with memorable performances, has added permanent luster to our art form."-„Für einen der wahren Schätze des Weltkinos, die in einer Karriere voller unvergesslicher Auftritte unserer Kunstform dauerhaften Glanz verliehen hat.“

1993: Präsentiert von Sophia Loren und Marcello Mastroianni erhält Federico Fellini einen Ehrenoscar/Honorary Award mit der Begründung "in recognition of his cinematic accomplishments that have thrilled and entertained worldwide audiences."-„in Anerkennung seiner filmischen Leistungen, die das weltweite Publikum begeistert und unterhalten haben.“ für sein Lebenswerk.

Vier seiner Filme wurden als Bester fremdsprachiger Film ausgezeichnet, darüber hinaus war er viermal als Bester Regisseur und achtmal als Drehbuchautor nominiert. 1967 wurde er als Mitglied in die AMPAS aufgenommen.
1995: Überreicht von Jack Nicholson erhält Michelangelo Antonioni einen Ehrenoscar/Honorary Award mit der Begründung "in recognition of his place as one of the cinema's master visual stylists."-„in Anerkennung seiner Stellung als einer der meisterhaften visuellen Stilisten des Kinos“ für sein Lebenswerk.
2007: Überreicht von Clint Eastwood erhält der Komponist und Dirigent Ennio Morricone einen Ehrenoscar/Honorary Award mit der Begründung "in recognition of his magnificent and multifaceted contributions to the art of film music"-in Anerkennung seiner großartigen und vielfältigen Beiträge zur Kunst der Filmmusik für sein Lebenswerk.

Er war 1979 für In der Glut des Südens (Days of Heaven), 1987 für Mission (The Mission), 1988 für The Untouchables – Die Unbestechlichen (The Untouchables), 1992 für Bugsy (Bugsy) und 2001 für Der Zauber von Malèna (Malèna) in der Kategorie Beste Filmmusik (Original Score) nominiert.

Im Jahr 2016 konnte er den Oscar für die Musik für den Film The Hateful Eight gewinnen.
2014: Präsentiert von Jeffrey Kurland erhält der Kostümbildner Piero Tosi einen Honorary Award mit der Begründung “a visionary whose incomparable costume designs shaped timeless, living art in motion pictures.” - „Ein Visionär, dessen unvergleichliche Kostümdesigns zeitlose, lebendige Kunst im Kino prägten“ für sein Lebenswerk. Claudia Cardinale nahm für den abwesenden Preisträger die Statue entgegen.

Er war fünf Mal für den Oscar für das beste Kostümdesign nominiert und gehörte damit zu denjenigen, die am häufigsten in dieser Kategorie nominiert wurden, ohne den Oscar erhalten zu haben.
2020: Überreicht von Greta Gerwig und Jane Campion erhält Lina Wertmüller einen Ehrenoscar/Honorary Award mit der Begründung "for her provocative disruption of political and social norms delivered with bravery through her weapon of choice: the camera lens"-„Für ihren provokativen Bruch politischer und sozialer Normen, den sie mutig mit der Waffe ihrer Wahl ausführte: dem Kameraobjektiv.“ für ihr Lebenswerk als Regisseurin.

Sie war 1977 als erste Frau überhaupt für einen Oscar in der Kategorie Beste Regie nominiert worden.

## Besonderheiten
1947: Sergio Amidei und Federico Fellini waren für den Film Rom, offene Stadt (Roma, città aperta) in der Kategorie Bestes adaptiertes Drehbuch nominiert.
1948: Der mit dem Ehrenoscar ausgezeichnete Film Schuhputzer (Sciuscià) war auch in der Kategorie Bestes Originaldrehbuch mit Sergio Amidei, Adolfo Franci, Cesare Giulio Viola und Cesare Zavattini nominiert.
1950: Der mit dem Ehrenoscar ausgezeichnete Film Fahrraddiebe (Ladri di biciclette) war auch in der Kategorie Bestes adaptiertes Drehbuch mit Cesare Zavattini nominiert.

Für den Film Paisà waren Sergio Amidei, Federico Fellini, Alfred Hayes, Marcello Pagliero und Roberto Rossellini in der Kategorie Bestes Originaldrehbuch nominiert.
1951: Für den Film Bitterer Reis (Riso amaro) war die Originalgeschichte – (Writing/Motion picture story) von dem Regisseur des Filmes Giuseppe De Santis und dem Drehbuchautor Carlo Lizzani, auf der das Drehbuch beruht, für den Oscar nominiert.
1955: Der italienische Drehbuchautor Ettore Maria Margadonna wurde in der Kategorie Beste Originalgeschichte für die Komödie Brot, Liebe und Fantasie (Pane, amore e fantasia) nominiert.
1957: Der Sieger in der Kategorie La Strada – Das Lied der Straße war auch in der Kategorie Bestes Originaldrehbuch mit Federico Fellini und Tullio Pinelli nominiert.

Cesare Zavattini wurde in der Kategorie Beste Originalgeschichte für Umberto D. von Vittorio De Sica nominiert.
1958: Vittorio De Sica wurde in der Kategorie Bester Nebendarsteller für seine Rolle in In einem anderen Land (A Farewell to Arms) nominiert.

Für den Film Die Müßiggänger (I Vitelloni) waren Federico Fellini, Ennio Flaiano und Tullio Pinelli in der Kategorie Bestes Originaldrehbuch nominiert.
1962: Das süße Leben (La dolce vita) von Federico Fellini gewann einen Oscar in der Kategorie Bestes Kostüm-Design (Schwarzweißfilm) (Piero Gherardi) und war in den drei Kategorien Beste Regie (Federico Fellini), Bestes Original-Drehbuch (Federico Fellini, Ennio Flaiano, Tullio Pinelli und Brunello Rondi) sowie Bestes Szenenbild (Schwarzweißfilm) (Piero Gherardi) nominiert.

Sophia Loren gewinnt zum ersten Mal in der Kategorie Beste Hauptdarstellerin für eine nicht-englische Rolle in dem italienisch-französischem Melodram Und dennoch leben sie (La Ciociara) von Vittorio De Sica.

Der falsche General (Il generale della Rovere) ein während des Zweiten Weltkriegs spielendes italienisch-französisches Filmdrama aus dem Jahre 1959 unter der Regie von Roberto Rossellini wurde in der Kategorie Bestes Original-Drehbuch für Sergio Amidei, Diego Fabbri und Indro Montanelli nominiert.
1963: Die Autoren Ennio De Concini, Pietro Germi und Alfredo Giannetti gewannen in der Kategorie Bestes Originaldrehbuch/Writing (Story and screenplay--written directly for the screen) für den Film Scheidung auf italienisch (Divorzio all’italiana). Nominiert waren Pietro Germi für die Beste Regie und Marcello Mastroianni als Bester Hauptdarsteller.
1964: Der Sieger in der Kategorie 8½ gewann einen zweiten Oscar in der Kategorie Bestes Kostümdesign für Schwarzweiß-Filme für Piero Gherardi. Ebenfalls nominiert wurde Federico Fellini als Bester Regisseur, die Drehbuchautoren Federico Fellini, Ennio Flaiano, Tullio Pinelli und Brunello Rondi für das Beste Originaldrehbuch und als Szenenbildner Piero Gherardi in der Kategorie Bestes Szenenbild (Schwarzweißfilm).

Der im Jahr zuvor nominierte Die vier Tage von Neapel erhielt eine Nominierung in der Kategorie Bestes Originaldrehbuch mit Carlo Bernari, Pasquale Festa Campanile, Massimo Franciosa, Nanni Loy und Vasco Pratolini.

Der Kostümbildner Piero Tosi war für den Film Der Leopard (Il Gattopardo) in der Kategorie für Bestes Kostüm-Design in einem Farbfilm nominiert.
1965: Sophia Loren wurde zum zweite Mal als Beste Hauptdarstellerin für den Film Hochzeit auf italienisch nominiert. Der Film gewann ein Jahr später den Oscar in der Kategorie.

Der italienisch-französische Spielfilm Die Peitsche im Genick (Originaltitel: I compagni) erhielt eine Nominierung in der Kategorie Bestes Originaldrehbuch für Agenore Incrocci, Mario Monicelli und Furio Scarpelli.
1966: Der Film Casanova ’70 wurde in der Kategorie Bestes Originaldrehbuch mit Suso Cecchi D’Amico, Tonino Guerra, Agenore Incrocci, Mario Monicelli, Giorgio Salvioni und Furio Scarpelli nominiert.
1967: Michelangelo Antonioni wurde in den beiden Kategorien Beste Regie und zusammen mit Edward Bond und Tonino Guerra in Bestes Originaldrehbuch für Blow Up (Blowup) nominiert.

Das 1. Evangelium – Matthäus (Il Vangelo secondo Matteo) des italienischen Regisseurs Pier Paolo Pasolini wurde in den Kategorien Bestes Szenenbild – schwarzweiß (Luigi Scaccianoce), Bestes Kostümdesign -schwarzweiß (Danilo Donati) und Beste adaptierte Filmmusik (Luis Bacalov) nominiert.

Der Kostümbildner Danilo Donati wurde darüber hinaus für italienisch-französische Filmkomödie Mandragola des Regisseurs Alberto Lattuada für das Beste Kostümdesign (Schwarzweiß) vorgeschlagen.

Für den ersten Farbfilm unter der Regie von Federico Fellini Julia und die Geister (Giulietta degli spiriti) wurde Piero Gherardi sowohl für das Beste Szenenbild (Farbe) als auch in der Kategorie Bestes Kostümdesign (Farbe) nominiert.
1968: Die italienisch-amerikanische Literaturadaption Der Widerspenstigen Zähmung (The Taming of the Shrew) des Regisseurs Franco Zeffirelli wurde für zwei Oscars nominiert. John DeCuir, Luigi Gervasi, Giuseppe Mariani, Lorenzo Mongiardino, Dario Simoni und Elven Webb waren in der Kategorie Bestes Szenenbild vorgeschlagen und Danilo Donati und Irene Sharaff für das Beste Kostümdesign.
1969: Die britisch-italienische Literaturverfilmung Romeo und Julia von Franco Zeffirelli wurde für vier Oscars nominiert. Pasqualino De Santis gewann in der Kategorie Beste Kamera und Danilo Donati für Bestes Kostümdesign. Nominiert war er darüber hinaus als Bester Film (Anthony Havelock-Allan und John Brabourne als Produzenten) sowie Franco Zeffirelli für Beste Regie.

Der Vorschlag des Jahres 1967 Schlacht um Algier wurde in den Kategorien Beste Regie mit Gillo Pontecorvo und Bestes Originaldrehbuch mit Gillo Pontecorvo und Franco Solinas nominiert.
1970: Der deutsch-italienische Film Die Verdammten (La caduta degli dei) von Luchino Visconti erhielt eine Oscar-Nominierung in der Kategorie Bestes Originaldrehbuch von Nicola Badalucco, Enrico Medioli und Luchino Visconti. Der italienische Originaltitel La caduta degli dei spielt auf die in Italien übliche Übersetzung des Titels der Götterdämmerung von Richard Wagner an.
1971: Federico Fellini erhielt für den Film Fellinis Satyricon, der 1970 nicht berücksichtigt worden war, eine Nominierung in der Kategorie Beste Regie. Bereits 1970 war der Film für einen Golden Globe Award in der Kategorie Bester fremdsprachiger Film nominiert.

Der Komponist Henry Mancini erhielt eine Nominierung in der Kategorie Beste Filmmusik/Music (Original score) für die italienisch-sowjetisch-französischer Koproduktion Sonnenblumen von Vittorio De Sica.
1972: Der Gewinnerfilm des Vorjahres Ermittlungen gegen einen über jeden Verdacht erhabenen Bürger wurde in der Kategorie für das beste Originaldrehbuch mit Elio Petri und Ugo Pirro nominiert.

In der Kategorie Bestes adaptiertes Drehbuch waren Vittorio Bonicelli und Ugo Pirro für den in diesem Jahr besten fremdsprachigen Film Der Garten der Finzi Contini (Il Giardino dei Finzi-Contini) und Bernardo Bertolucci für Der große Irrtum (Il Conformista) nominiert.

Der Kostümbildner Piero Tosi war für den Film Tod in Venedig (Morte a Venezia) in der Kategorie für Bestes Kostüm-Design nominiert.
1974: Die Italienisch-französische Ko-Produktion Der letzte Tango in Paris (Originaltitel: Ultimo tango a Parigi) war mit Bernardo Bertolucci in der Kategorie beste Regie und Marlon Brando als bester Hauptdarsteller nominiert.

Der Kostümbildner Piero Tosi war für den Film Ludwig II. (Ludwig) in der Kategorie für Bestes Kostüm-Design nominiert.
1976: Federico Fellini wurde für den Vorjahressieger Amarcord sowohl in der Kategorie Beste Regie und zusammen mit Tonino Guerra für das beste Original-Drehbuch nominiert.

Der Duft der Frauen (Profumo di donna) war sowohl für den Besten fremdsprachigen Film als auch in der Kategorie Bestes adaptiertes Drehbuch für Ruggero Maccari und Dino Risi nominiert.
1977: Für Fellinis Casanova (Il Casanova di Federico Fellini) gewann Danilo Donati den Oscar in der Kategorie Bestes Kostümdesign und gemeinsam mit Bernardino Zapponi war Federico Fellini in der Kategorie Bestes adaptiertes Drehbuch nominiert.

Der Vorschlag Sieben Schönheiten (Pasqualino Settebellezze) war für vier Kategorien nominiert. So war Lina Wertmüller als erste Frau überhaupt für die Beste Regie vorgeschlagen und auch in der Kategorie Bestes Original-Drehbuch nominiert. Darüber hinaus war Giancarlo Giannini als Bester Hauptdarsteller und der Film als Bester fremdsprachiger Film auf der Nominierungsliste.
1978: Der Vorschlag Ein besonderer Tag (Una giornata particolare) wurde sowohl als Bester fremdsprachiger Film nominiert als auch Marcello Mastroianni für seine Darbietung in der Kategorie Bester Hauptdarsteller, seine zweite Nominierung in dieser Kategorie.
1980: Die Kostümbildner Piero Tosi und Ambra Danon waren für den Film Ein Käfig voller Narren (La cage aux folles) in der Kategorie für Bestes Kostüm-Design nominiert.
1983: Für den Film La Traviata waren der Kostümbildner Piero Tosi in der Kategorie für Bestes Kostüm-Design und in der Kategorie Bestes Szenenbild Franco Zeffirelli (Art Direction) und Gianni Quaranta (Set Decoration) nominiert.
1987: Die Kostümbildner Anna Anni und Maurizio Millenotti waren in der Kategorie Bestes Kostüm-Design für den Opernfilm Otello von Franco Zeffirelli nominiert.
1988: Der italienisch-britisch-französische Ko-Produktion Der letzte Kaiser gelang bei der Oscar-Verleihung ein „Clean Sweep“, er siegte in jeder der neun nominierten Kategorien und gewann auch die Oscars für Bester Film und Beste Regie. Die internationale Crew am Filmset bestand aus Italienern und Briten (Technik, Produktion und Ausstattung) sowie Chinesen (Ausstattung, Statisten etc.).

Die Oscars gingen in der Kategorie Bester Film an den Produzenten Jeremy Thomas, in der Kategorie Beste Regie an Bernardo Bertolucci, in der Kategorie Bestes adaptiertes Drehbuch an Mark Peploe und Bernardo Bertolucci, in der Kategorie Beste Kamera an Vittorio Storaro, in der Kategorie Bestes Szenenbild / Beste Art Direction und Set Decoration an Bruno Cesari, Osvaldo Desideri und Ferdinando Scarfiotti, in der Kategorie Bestes Kostümdesign an James Acheson, in der Kategorie Beste Filmmusik – Original Score an Ryūichi Sakamoto, David Byrne und Cong Su, in der Kategorie Bester Schnitt an Gabriella Cristiani, in der Kategorie Beste Tonmischung / Best Sound an Bill Rowe und Ivan Sharrock.

Marcello Mastroianni wurde zum dritten Mal als Bester Hauptdarsteller für seine Rolle in der italienisch-sowjetische Literaturverfilmung Schwarze Augen von Nikita Michalkow nominiert.
1991: Die Shakespeare-Adaption Hamlet von Franco Zeffirelli, eine britisch=US-amerikanische-französisch-italienische Ko-Produktion wurde in den Kategorien Bestes Szenenbild: Dante Ferretti, Francesca Lo Schiavo und Bestes Kostümdesign: Maurizio Millenotti nominiert.
1996: Die Romanverfilmung Der Postmann (Il postino) von Regisseur Michael Radford wurde insgesamt fünfmal nominiert: Bester Film (Gaetano Daniele, Mario Cecchi Gori, Vittorio Cecchi Gori als Produzenten), Beste Regie (Michael Radford), Bester Hauptdarsteller (Massimo Troisi), Bestes adaptiertes Drehbuch (Anna Pavignano, Michael Radford, Furio Scarpelli, Giacomo Scarpelli, Massimo Troisi) und erhielt den Preis in der Kategorie für die Beste Filmmusik (Original Dramatic Score) für den argentinischen Pianisten und Komponisten Luis Bacalov.
1999: Der Film Das Leben ist schön wurde für sieben Oscars nominiert und konnte in drei Kategorien gewinnen. Neben dem Besten fremdsprachigen Film wurde Roberto Benigni als Bester Hauptdarsteller und Nicola Piovani für die Beste Filmmusik (Original Dramatic Score) ausgezeichnet.

Gianluigi Braschi und Elda Ferri waren als Produzenten in der Kategorie Bester Film vorgeschlagen, Roberto Benigni für Beste Regie, Simona Paggi für den Besten Schnitt sowie Roberto Benigni und Vincenzo Cerami in der Kategorie Bestes Original-Drehbuch.
2001: Der italienisch-amerikanische Spielfilm Der Zauber von Malèna (Malèna) des Regisseurs und Drehbuchautors Giuseppe Tornatore erhielt zwei Nominierungen für den ungarischen Kameramann Lajos Koltai für die Beste Kamera und Ennio Morricone für die Beste Filmmusik – Original Score.
2006: Der Film Die Bestie im Herzen war für den Oscar in der Kategorie Bester fremdsprachiger Film nominiert, jedoch erst nachdem Private von Saverio Costanzo seitens der Academy als Wettbewerbsbeitrag zurückgewiesen wurde, da er nicht auf Italienisch gedreht worden war, und Giovanni Veronesi Manuale d’amore aus Gründen der Solidarität mit Costanzo vom Wettbewerb zurückzog.
2010: Die italienisch-französische Filmbiografie über den ehemaligen italienischen Ministerpräsidenten Giulio Andreotti Il Divo (deutsch: „Der Göttliche“) unter der Regie von Paolo Sorrentino wurde in der Kategorie Bestes Make-up mit Aldo Signoretti und Vittorio Sodano nominiert.
2011: Die Kostümbildnerin Antonella Cannarozzi wurde in der Kategorie Bestes Kostümdesign für Ich bin die Liebe – I Am Love (Io sono l'amore) von Luca Guadagnino mit Tilda Swinton in der Hauptrolle nominiert.
2017: Der Vorschlag Seefeuer erhielt eine Nominierung in der Kategorie Bester Dokumentarfilm.
2021: Die Literaturverfilmung Pinocchio von Matteo Garrone wurde in den beiden Kategorien Bestes Kostümdesign (Massimo Cantini Parrini) und Bestes Make-up und die besten Frisuren (Mark Coulier, Dalia Colli und Francesco Pegoretti) nominiert.

## Weitere Oscar-Kategorien
Italienische Filme und Filmschaffende sind auch bei Oscar-Nominierungen und Preisträgern stark vertreten.

So wurden in den regulären Kategorien, für den der jeweilige Film zwischen dem 1. Januar und dem 31. Dezember eines Jahres im Gebiet von Los Angeles County mindestens sieben Tage lang in einem öffentlichen Kino gegen Entgelt gezeigt werden muss und dann für die Oscars im darauffolgenden Jahr qualifiziert ist, insgesamt 19 Statuen an italienische Filme verliehen. Einmal als Bester Film, Beste Regie, Bester Hauptdarsteller, Beste Hauptdarstellerin, für den Bester Schnitt, den Bester Ton und für das Beste Szenenbild. Fünfmal gelang der Gewinn in der Kategorie für das Beste Kostüm-Design, dreimal in der Musikkategorie und zweimal für die Beste Kamera und in den verschiedenen Drehbuch-Kategorien. 

Als Beste Filme wurden 1969 die britisch-italienische Literaturverfilmung Romeo und Julia von Franco Zeffirelli, 1988 die italienisch-britisch-französische Ko-Produktion Der letzte Kaiser, der die Kategorie auch gewinnen konnte, 1996 die Romanverfilmung Der Postmann (Il postino) und 1999 der Film Das Leben ist schön nominiert.

Für die Beste Regie wurde Federico Fellini viermal nominiert (1962: Das süße Leben (La dolce vita), 1964: 8½, 1971: Fellinis Satyricon und 1976: Amarcord). Bernardo Bertolucci gewann die Kategorie 1988 für Der letzte Kaiser und war 1974 für die Italienisch-französische Ko-Produktion Der letzte Tango in Paris (Originaltitel: Ultimo tango a Parigi) nominiert. Je einmal nominiert waren 1963 Pietro Germi für den Film Scheidung auf italienisch (Divorzio all’italiana), Michelangelo Antonioni im Jahr 1967 für Blow Up (Blowup), 1969 die britisch-italienische Literaturverfilmung Romeo und Julia mit Franco Zeffirelli sowie Gillo Pontecorvo für Schlacht um Algier. 1977 war Lina Wertmüller als erste Frau überhaupt für Sieben Schönheiten (Pasqualino Settebellezze) vorgeschlagen worden. Eine der fünf Nominierungen 1996 für die Romanverfilmung Der Postmann (Il postino) war der britische Regisseur Michael Radford und Roberto Benigni stand 1999 auf der Vorschlagsliste für Das Leben ist schön.

Als Bester Hauptdarsteller war Marcello Mastroianni dreimal nominiert: (1963 für den Film Scheidung auf italienisch (Divorzio all’italiana), 1978 für Ein besonderer Tag (Una giornata particolare) und 1988 für seine Rolle in der italienisch-sowjetischen Literaturverfilmung Schwarze Augen von Nikita Michalkow). Gewinnen konnte Roberto Benigni 1999 für Das Leben ist schön. Nominiert waren 1977 Giancarlo Giannini für Sieben Schönheiten (Pasqualino Settebellezze) und Massimo Troisi 1996 für Der Postmann (Il postino). Dazu kommt die Nominierung von Marlon Brando für seine englischsprachige Hauptrolle in der Italienisch-französischen Ko-Produktion Der letzte Tango in Paris (Originaltitel: Ultimo tango a Parigi) 1974.

1962 gewann Sophia Loren zum ersten Mal in der Kategorie Beste Hauptdarstellerin für eine nicht-englische Rolle in dem italienisch-französischem Melodram Und dennoch leben sie (La Ciociara) von Vittorio De Sica und 1965 wurde sie zum zweite Mal für den Film Hochzeit auf italienisch vorgeschlagen.
| Kategorie                         | Nominierungen | Siege |
| --------------------------------- | ------------- | ----- |
| Bester Film                       | 4             | 1     |
| Beste Regie                       | 13            | 1     |
| Bester Hauptdarsteller            | 7             | 1     |
| Beste Hauptdarstellerin           | 2             | 1     |
| Drehbuch-Kategorien               | 29            | 2     |
| Beste Kamera                      | 3             | 2     |
| Beste Szenenbild                  | 8             | 0     |
| Bestes Kostümdesign               | 8             | 1     |
| Bester Ton                        | 1             | 1     |
| Bester Schnitt                    | 4             | 1     |
| Bestes Make-up und beste Frisuren | 2             | 0     |
| Beste Filmmusik                   | 6             | 3     |

Bei internationalen Ko-Produktionen und Weltkarrieren von Filmschaffenden verwischen die Zuordnungen von Filmen mitunter. So wurde Ennio Morricone viermal für Hollywoodproduktionen nominiert, von denen er einmal gewinnen konnte und einmal für einen italienischen Film.
| Film                                                          | Nominierungen | Siege      |
| ------------------------------------------------------------- | ------------- | ---------- |
| Schuhputzer                                                   | 1             | Ehrenoscar |
| Fahrraddiebe                                                  | 1             | Ehrenoscar |
| La Strada – Das Lied der Straße                               | 2             | 1 (BfF)    |
| Das süße Leben                                                | 4             | 1          |
| Und dennoch leben sie                                         | 1             | 1          |
| Scheidung auf italienisch                                     | 3             | 1          |
| 8½                                                            | 5             | 2          |
| Hochzeit auf italienisch                                      | 2             | 1          |
| Das 1. Evangelium – Matthäus                                  | 3             | 0          |
| Romeo und Julia                                               | 4             | 2          |
| Ermittlungen gegen einen über jeden Verdacht erhabenen Bürger | 2             | 1 (BfF)    |
| Der Garten der Finzi Contini                                  | 2             | 1 (BfF)    |
| Fellinis Casanova                                             | 2             | 1          |
| Sieben Schönheiten                                            | 4             | 0          |
| Der letzte Kaiser                                             | 9             | 9          |
| Der Postmann                                                  | 5             | 1          |
| Das Leben ist schön                                           | 7             | 3          |

BfF = Bester fremdsprachiger Film